# محمد مجلسی
محمد مجلسی (زاده ۱۲۸۰ در رشت – درگذشته ۱۳۵۰ در تهران) حقوق دان و و به مدت ۵ سال از ۱۳۳۷ تا ۱۳۴۲ دادستان کل کشور بود.

## تولد و تحصیلات
پدرش محمد باقر مجلسی (شریعت گیلانی) از نوادگان علامه محمد باقر مجلسی بود. دوره‌های ابتدایی و متوسطه را در تهران، از جمله در مدرسه آلیانس تهران گذارند. در سال ۳–۱۳۰۲ (ش) دوره مدرسه عالی علوم سیاسی و دوره عالی حقوق را به پایان رساند و لیسانس قضایی دریافت کرد و در دوره پنجم فارغ‌التحصیل مدرسه حقوق شد. مدتی در دانشگاه پاریس (سوربن) در دوره دکتری حقوق تحصیل کرد.

## فعالیت‌های کاری
مجلسی ابتدا به استخدام وزارت خارجه درآمد اما به دعوت علی اکبر خان داور به وزارت دادگستری منتقل شد و بعدها به عنوان دادستان کل کشور و رئیس دادگاه عالی انتظامی قضات خدمت کرد. وی در چندین نشست سازمان ملل در زمینه مسائل حقوقی از جمله اولین کنگره جرایم سازمان ملل در سال ۱۳۳۴ (ش) در ژنو نماینده ایران بود.
عناوین شغلی او عبارتند از: بازپرسی شعبه تهران، بازپرس مشهد، دادستان مشهد، معاون بازرسی کل، مدیر بازرسی کل، دادستان تهران (۱۳۲۵ ش)، دادیار دیوان عالی کشور، مستشار دیوان عالی کشور، رئیس شعبه دیوان عالی کشور، رئیس اداره حقوقی دادگستری، مدیر کل قضایی، معاون وزارت دادگستری، کفیل وزارت دادگستری (۱۳۳۶ ش)، رئیس ۲ شعبه شامل شعب ۷ و ۸ دیوان عالی کشور (به‌طور همزمان)، معاون اول دادستان کل کشور، معاون پارلمانی وزارت دادگستری، رئیس شعبه چهارم دیوان عالی کشور، دادستان کل کشور، رئیس دادگاه عالی انتظامی قضات (۱۳۴۵ ش)، عضو نیمه وقت هیئت علمی دانشکده حقوق دانشگاه ملی ایران (شهید بهشتی کنونی).
محمد مجلسی در سال ۱۳۴۸ (ش) بازنشسته شد و در سال ۱۳۵۰ (ش) در تهران درگذشت.